# Saundersiops confluens
Saundersiops confluens là một loài ruồi trong họ Tachinidae.